# René Dif
René Dif (født 17. oktober 1967 i København) er en algerisk-dansk sanger, skuespiller og coach. Han er bedst kendt som den mandlige stemme i dance-pop-gruppen Aqua.
I 2003 udkom hans selvbiografi. Efter tiden med Aqua har han udgivet en række singler i eget navn, men ingen studiealbums. Han har desuden haft en mindre roller i en håndfuld film.
Hans adskillige parforhold har været dækket bredt af medierne, og han har tre børn med to forskellige kvinder.[kilde mangler]

## Opvækst og begyndende karriere
René Dif er søn af en algerisk far og en dansk mor, og han har to yngre brødre og en søster. Han var aldrig interesseret i skolen og blev smidt ud af flere. Han forlod folkeskolen efter niende klasse og blev ansat på et krydstogtskib. Mens han var i Barbados, hørte René en lokal DJ i radioen og besluttede, at han skulle være DJ. Fra 1987 til 1995 spillede han som DJ i Norge, Danmark, Sverige og Grækenland. En af dem René mødte i forbindelse med sit arbejde som DJ i Norge var DJ Aligator, hvilket resulterede i at Rene medvirkede på albummet Groove Your Soul i 1995 fra Factual Beat, der bestod af DJ Aligator og Christina Geisnæs.[kilde mangler]

## Karriere
I samme periode mødte René Lene Nystrøm på et krydstogtskib i 1994. René Dif introducerede Lene for Claus Noreen og Søren Rasted, der netop stod og manglede en sangerinde. Fra 1996 til 2001 udgav han, som en del af Aqua, to albums samt 13 singler, der tilsammen solgte 33 millioner eksemplarer på verdensplan. Aqua blev gendannet i oktober 2007.
Efter opløsningen af Aqua i 2001 har han udgivet adskillige solo-singler, bl.a. "Let It All Out (Push It)", "The Uhh Uhh Song" og "Uhh La La La".
Han udgav i 2002 en selvbiografi med navnet Popdreng.
I 2004 begyndte han en skuespillerkarriere først i filmen Den gode strømer så i Inkasso, begge instruerede af Lasse Spang Olsen. I 2007 medvirkede han i filmen Pistoleros.
I maj 2006 åbnede han sin egen bar og restaurant med navnet Oil, i det indre København. Den blev i oktober 2008 erklæret konkurs af Sø- og Handelsretten.
I april 2008 startede René Dif sin egen coaching-virksomhed, Entertainment Coaching, hvor han vil drage nytte af sin erfaring fra underholdningsbranchen.
René Dif medvirkede som korleder i sangkonkurrencen AllStars 2008 på TV 2, hvor han havde samlet et kor fra Bornholm. Dif vandt finalen mod rapperen Clemens og hans kor, og sikrede sig dermed førstepræmien på 250.000 kr., som han havde valgt skulle gå til døgninstitutionen Sirius på Bornholm. Da Sirius blev lukket, blev den legeplads, som pengene var brugt til, flyttet til Østermarie, hvilket var medvirkende til, at René Dif 6. juli 2013 blev kåret som æreskunstner i byen ligesom tidligere Ghita Nørby, Flemming Flindt, Sigurd Barrett, Svend Asmussen, Tina Kiberg, Benny Andersen, Jesper Klein, Søren Hauch-Fausbøll m.fl.
I september 2009 deltog han i 6. sæson af underholdningsprogrammet Vild med dans, hvor han dansede med Luise Crone Dons og endte på en 6. plads.
I 2012 udgav han en single i eget navn kaldet "Til Døden Os Skiller".

## Privatliv
René Dif har datteren Daniella Dif (født 3. juni 1990) fra et tidligere forhold.
I begyndelsen af tiden i Aqua dannede han par med Lene Nystrøm, men parret gik fra hinanden i 1998. Herefter dannede han par med Ibi Støving fra 1998-2003. Derefter blev han kæreste med Stine Kronborg, og parret var sammen fra 2003-2007.
René Dif blev kæreste med Rikke Maija, som den 11. juli 2008 fødte parrets første datter Mabel Maija Dif. De blev gift i november 2011, efter han havde friet til hende på en strand i Dubai i 2009. I 2013 fik de datteren Hailey. Parret annoncerede den 26. maj 2014 at deres ægteskab var slut.
Rene Dif danner i dag par med Linet Jo. De mødte hinanden blind date i 2015, og har dannet par siden 2016. I juli 2021 friede han.

### Kontroverser
René Dif blev i september 2003 idømt 30 dages betinget fængsel for vold mod Ibi Støving for at have slået hende to gange i ansigtet under et skænderi i august samme år.

## Solodiskografi
Med Aqua
- Aquarium (1997)
- Aquarius (2000)
- Megalomania (2011)

som René Dif
- "Let It All Out (Push It)" (2002)
- "The Uhh Uhh Song" (2002)
- "Uhh La La La" (2003)
- "Til Døden Os Skiller" (2012)
- "Barrikader" (2017)
- "Vinterbarn" (2017)
- "På Vej Op" (2021)

som Mista Dif
- "Jamaica Ska" (2007)
- "All Up To You" (2009)

## Filmografi
- Den gode strømer (2004)
- Inkasso (2004)
- Pistoleros (2007)
- Sorte kugler (2009)
- Det grå guld (2012)

### TV
- Mr. Poxycat & Co (2007)
- Maj & Charlie (2008)